# Lambres
Lambres là một xã trong vùng Hauts-de-France, thuộc tỉnh Pas-de-Calais, quận quận de Béthune, tổng Canton de Norrent-Fontes. Tọa độ địa lý của xã là 50° 37' vĩ độ bắc, 02° 23' kinh độ đông. Lambres nằm trên độ cao trung bình là 25 mét trên mực nước biển, có điểm thấp nhất là 18 mét và điểm cao nhất là 49 mét. Xã có diện tích 4,37 km², dân số vào thời điểm 1999 là 937 người; mật độ dân số là 214 người/km².

## Thông tin nhân khẩu
| 1962 | 1968 | 1975 | 1982  | 1990  | 1999 |
| ---- | ---- | ---- | ----- | ----- | ---- |
| 816  | 884  | 892  | 1.013 | 1.042 | 937  |